# Філіп Естлі
Філіп Естлі (англ. Philip Astley, 8 січня 1742 — 27 січня 1814) — англійський наїзник, власник цирку, підприємець і винахідник, іноді званий «батьком сучасного цирку».
4 квітня 1768 року Філіп Естлі відкрив перший цирк у Лондоні. Це було перша в Європі театралізована вистава в будівлі з круглою ареною і дахом у формі купола.

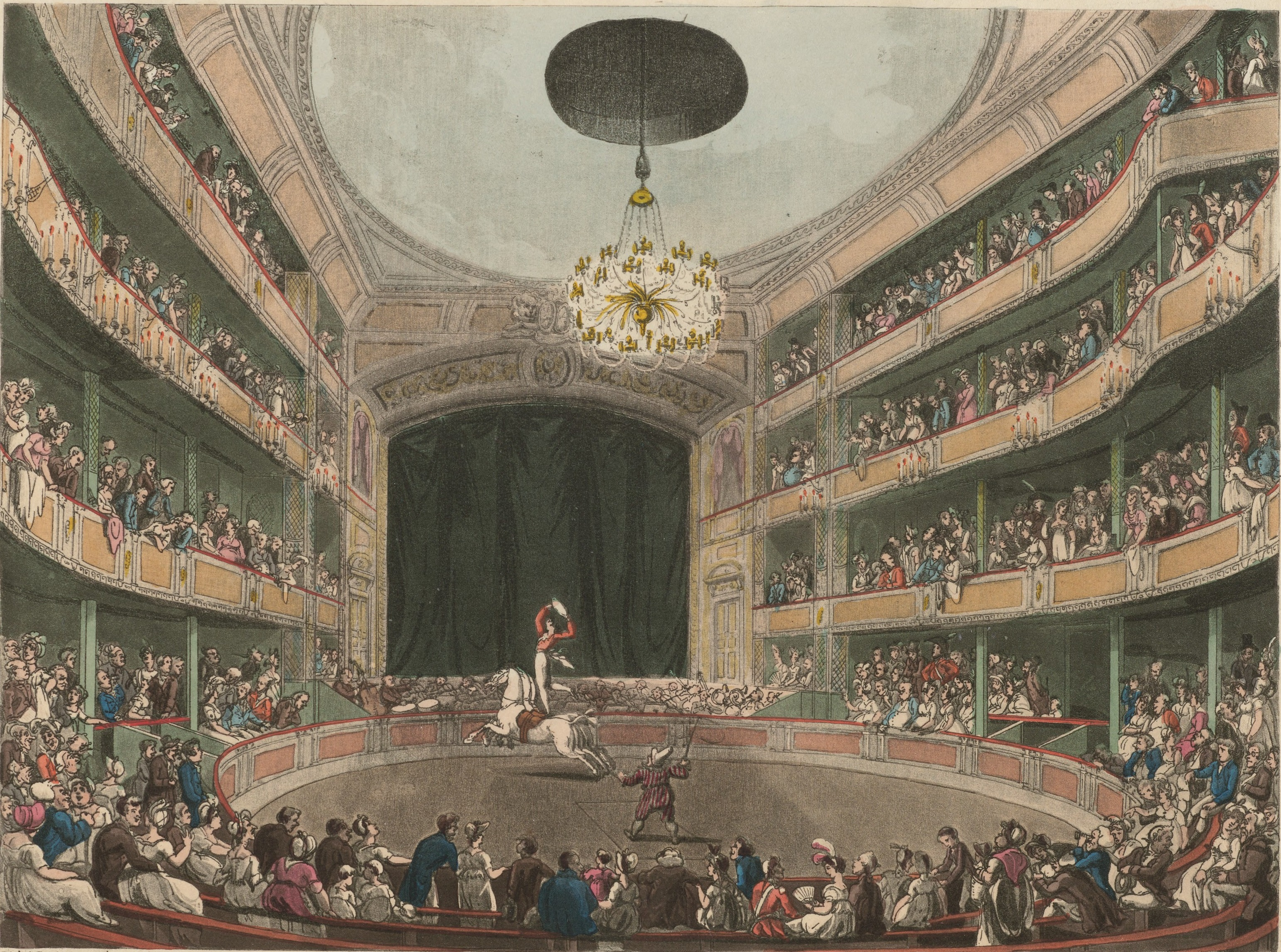
«Амфітеатр Естлі», Лондон, 1808

У цирку Естлі переважали кінні номери: фігурна їзда, дресура, жокеї-акробати, «живі піраміди з вершників», які будувалися на повному скаку. Спочатку круглий манеж в цирку існував виключно для коней, інші номери могли виконуватися на будь-якому майданчику. Естлі першим показав комплекс гімнастичних вправ на коні, що рухається по колу кроком, риссю і галопом. Йому також належить заслуга визначення діаметра циркової арени — 13 метрів, яка була обрана таким чином, щоб для вершника створювалася оптимальна відцентрова сила. При їзді по колу вершникові легше утримати рівновагу, стоячи на спині коня. Крім кінних атракціонів у цирку Естлі ставилися сюжетні музичні спектаклі, феєрії та мелодрами на історичні теми, що включали фехтування і кінні батальні сцени.
Філіп Естлі також став засновником першої циркової династії. У 1782 році відкрився філіал його театру в Парижі. «Амфітеатр Естлі» проіснував до 1895 року і був одним з найпопулярніших розважальних закладів Лондона першої половини XIX століття.